# Pfirsichblättrige Glockenblume
Die Pfirsichblättrige Glockenblume (Campanula persicifolia) gehört zur Gattung der Glockenblumen.

## Beschreibung

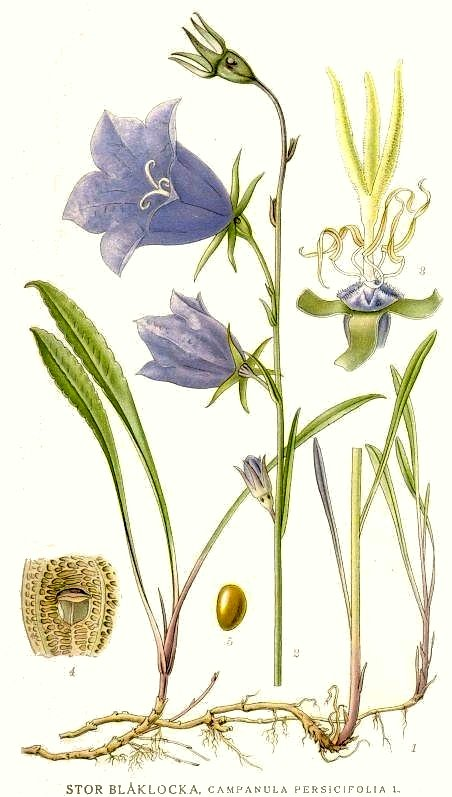
Illustration aus Bilder ur Nordens Flora

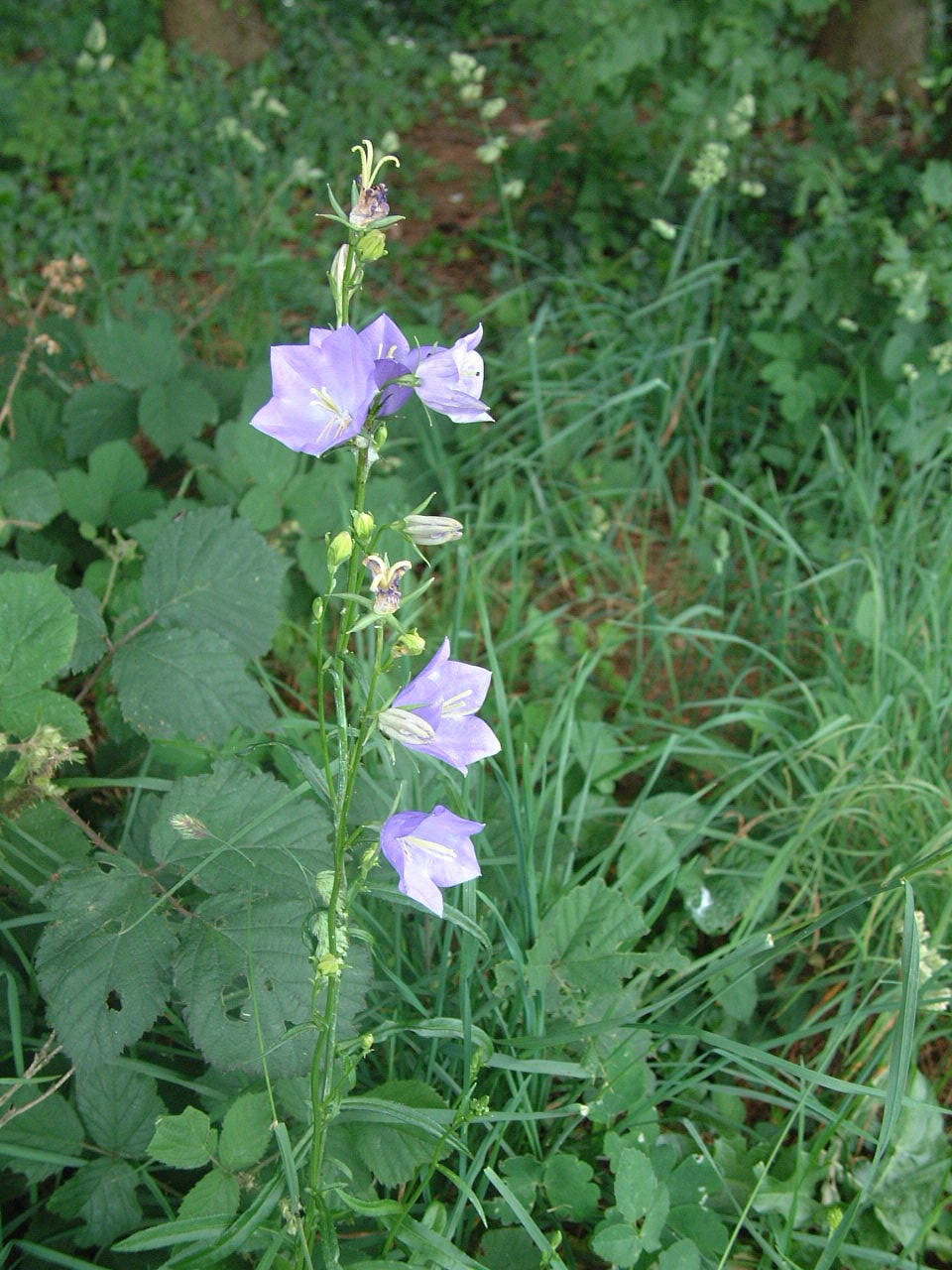
Pfirsichblättrige Glockenblume (Campanula persicifolia)

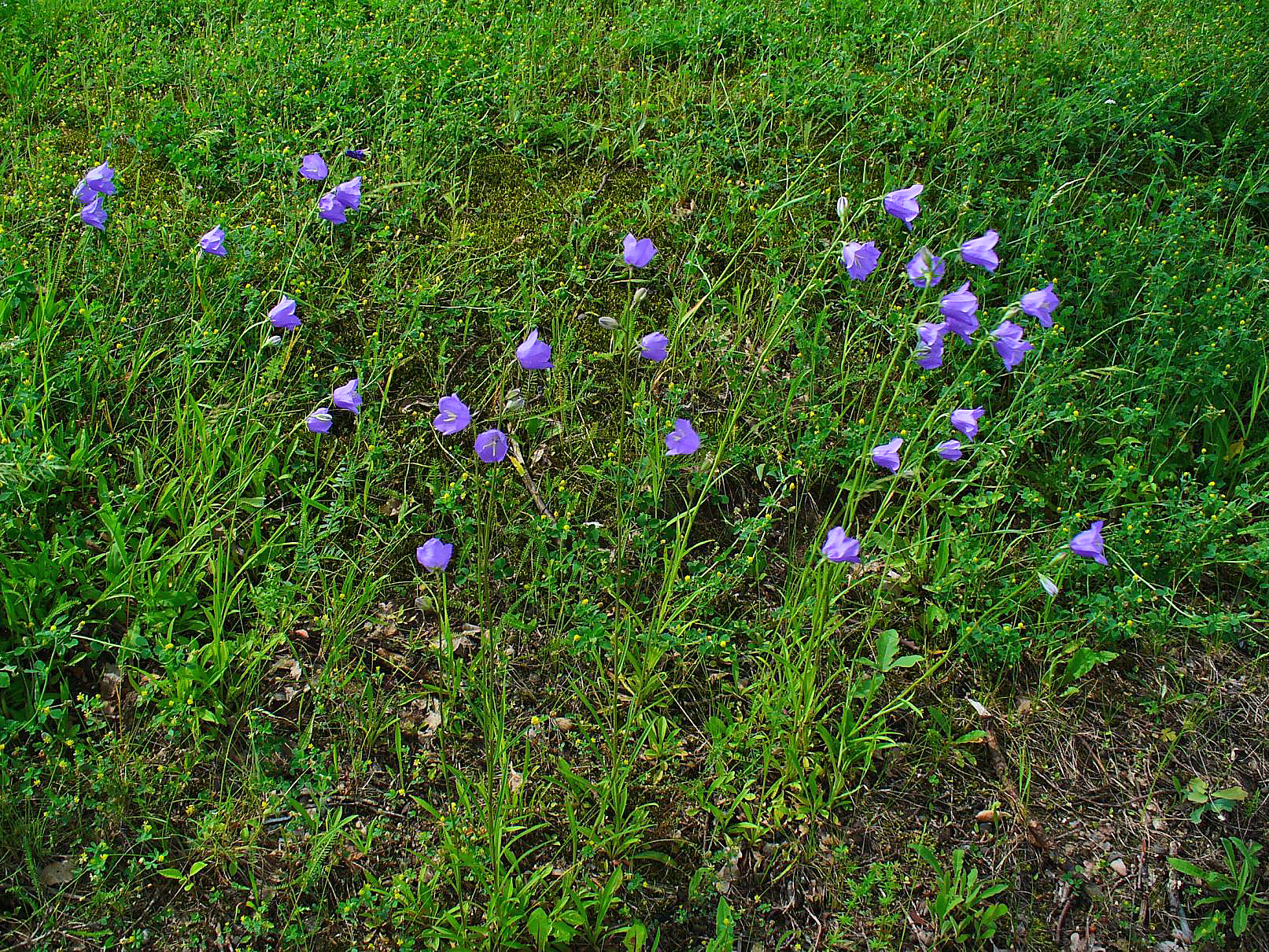
Pfirsichblättrige Glockenblume (Campanula persicifolia), Habitus

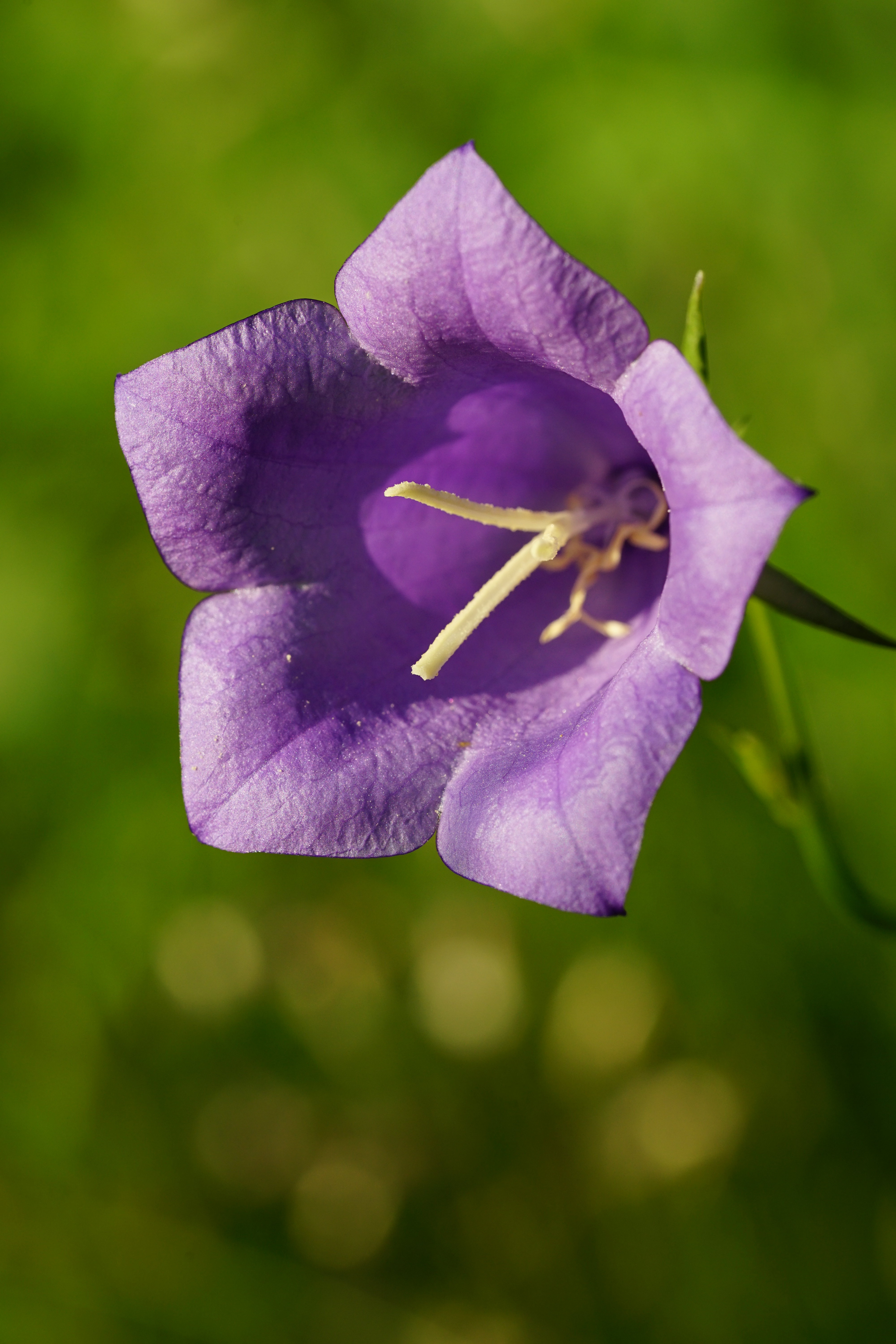
Blüte

### Vegetative Merkmale
Die mehrjährige krautige Pflanze wird 30 bis 80 cm hoch. Die Pflanze ist (fast) kahl. Die Laubblätter sind derb, oberseits dunkelgrün, Grundblätter und untere Stängelblätter meist verkehrt-eilanzettlich, in den Laubblattstiel verschmälert. Die mittleren und oberen Stängelblätter sind lineal-lanzettlich bis linealisch und sitzend.

### Generative Merkmale
Der Blütenstand ist eine Traube. Die Traube ist meist drei- bis achtblütig (selten ist der Blütenstand verzweigt und dann bis zu 15-blütig). Die Krone ist 2,5 bis 5 cm lang, breit-glockig und ist (lila)blau oder weiß.
Die Kelchzipfel sind schmal-dreieckig und am Grund etwa 2 bis 3 mm breit.
Die Chromosomenzahl beträgt 2n = 16.

## Ökologie
Die Art ist wärmeliebend. Blütezeit ist von Juni bis August.
Die reifen Fruchtkapseln stehen aufrecht und sind mit Poren ausgestattet. Sie breiten ihre Samen als Tierstreuer aus, da die ausdauernden, abstehenden Kelchblätter „hakeln“.

## Vorkommen
Die Pfirischblättrige Glockenblume kommt mit ursprünglichen Vorkommen in Europa mit Ausnahme von Irland, Großbritannien, Portugal vor und östlich bis West-Sibirien sowie von der Türkei bis zum nördlichen Kaukasus vor.
In Großbritannien sowie in Teilen der USA und Kanadas ist die Pfirsichblättrige Glockenblume eingebürgert bzw. ein Neophyt.
In Österreich ist sie häufig bis zerstreut in allen Bundesländern; sie ist variabel – in Kärnten manchmal dicht weißlich behaart (Campanula persicifolia var. eriocarpa). In Deutschland kommt sie zerstreut vor, im Nordwesten fehlt sie ganz.
Die Art kommt vor in frischen bis trockenen Edellaubwäldern, an Waldsäumen, in Wildtälern, Frischwiesen, Magerrasen der collinen bis untermontanen Höhenstufe. Sie kommt in Gesellschaften der Ordnung Quercetalia pubescentis und Fagetalia vor, auch in denen der Verbände Geranion sanguinei, Berberidion, Erico-Pinion oder Mesobromion. Die ökologischen Zeigerwerte nach Landolt et al. 2010 sind in der Schweiz: Feuchtezahl F = 2 (mäßig trocken), Lichtzahl L = 3 (halbschattig), Reaktionszahl R = 4 (neutral bis basisch), Temperaturzahl T = 4 (kollin), Nährstoffzahl N = 2 (nährstoffarm), Kontinentalitätszahl K = 4 (subkontinental).

## Taxonomie und Systematik
Die Pfirsichblättrige Glockenblume wurde 1753 von Carl von Linné in Species Plantarum Band 1 Seite 164 erstbeschrieben. Das Epitheton "persicifolia" , das "pfirsichblättrig" bedeutet, hat Linné von Caspar Bauhins Pinax (1623) übernommen. Für den wissenschaftlichen Namen Campanula persicifolia L. der Pfirsichblättrigen Glockenblume gibt es folgende Synonyme:
Campanula amygdalifolia Salisb., Campanula racemosa var. grandiflora Vuk., Neocodon persicifolius (L.) Kolak. & Serdyuk., Rapunculus persicifolius (L.) Fourr.
Man kann die folgenden Unterarten unterscheiden:
- Campanula persicifolia subsp. persicifolia: Sie kommt von Europa bis ins westliche Sibirien und von der Türkei bis zum Kaukasus vor.[2]
- Campanula persicifolia subsp. sessiliflora (Velen.) Fed. ex Greuter & Burdet: Sie kommt von Slowenien bis Nordmazedonien vor.[2] Die Blüten sind sehr groß mit einem Durchmesser bis 5 Zentimetern und sind sitzend. Die Unterart wird in Mitteleuropa häufig als Zierpflanze kultiviert und kommt auch verwildert vor.[4]
- Campanula persicifolia subsp. subpyrenaica (Timb.-Lagr.) Fed.: Sie kommt in den Pyrenäen vor.[2]

## Verwendung
Die Art ist als Zierpflanze in unterschiedlichen Blütenfarben erhältlich. Es ist eine ausbreitungsfreudige Wildgartenpflanze, die auch aus der Kultur verwildert.

## Trivialnamen
Für die Pfirsichblättrige Glockenblume bestehen bzw. bestanden, zum Teil auch nur regional, auch die weiteren deutschsprachigen Trivialnamen: Eierschale (Schweiz), blauer Fingerhut (Eifel bei Ulmen), Klockebleam (Siebenbürgen), große Schellen (Schlesien), Taubenglocken (Schlesien), Tschokoladibechercher (Siebenbürgen), Waldcymbeln (Schlesien), Waldglöckel und Waldrapunzel.

## Weitere Illustrationen

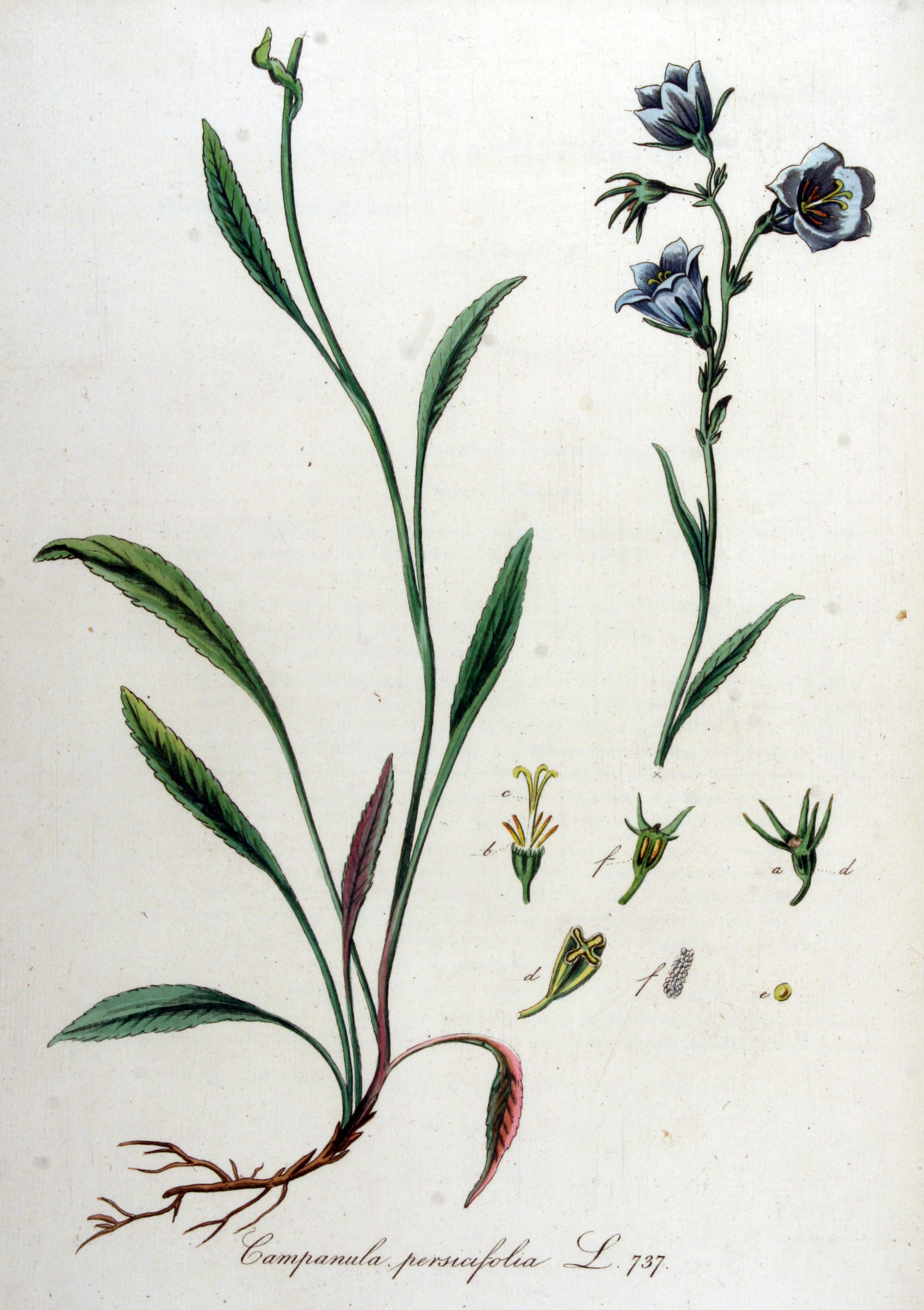
Illustration aus Flora Batava
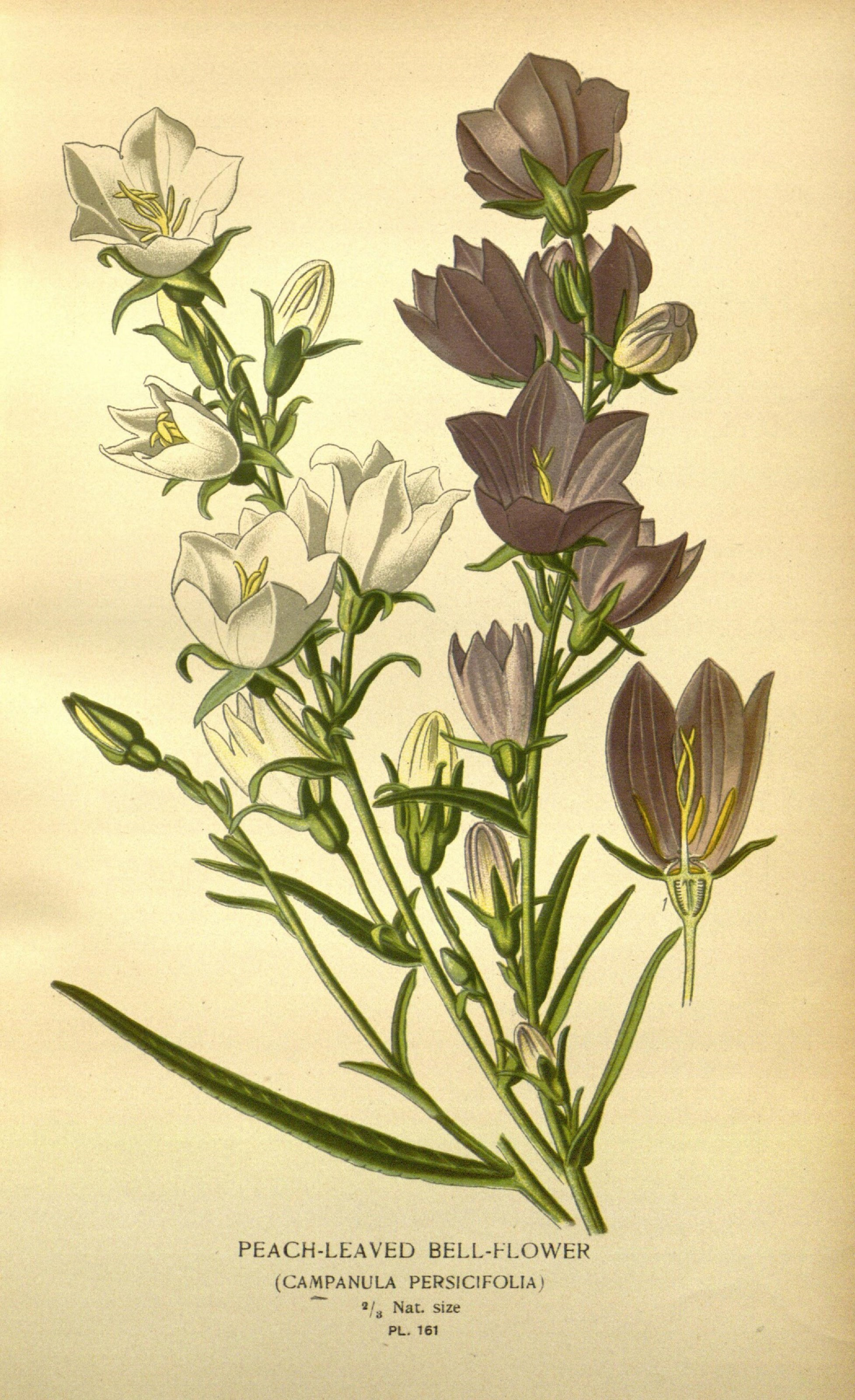
Illustration aus Favourite flowers of garden and greenhouse